# MDMA в культуре

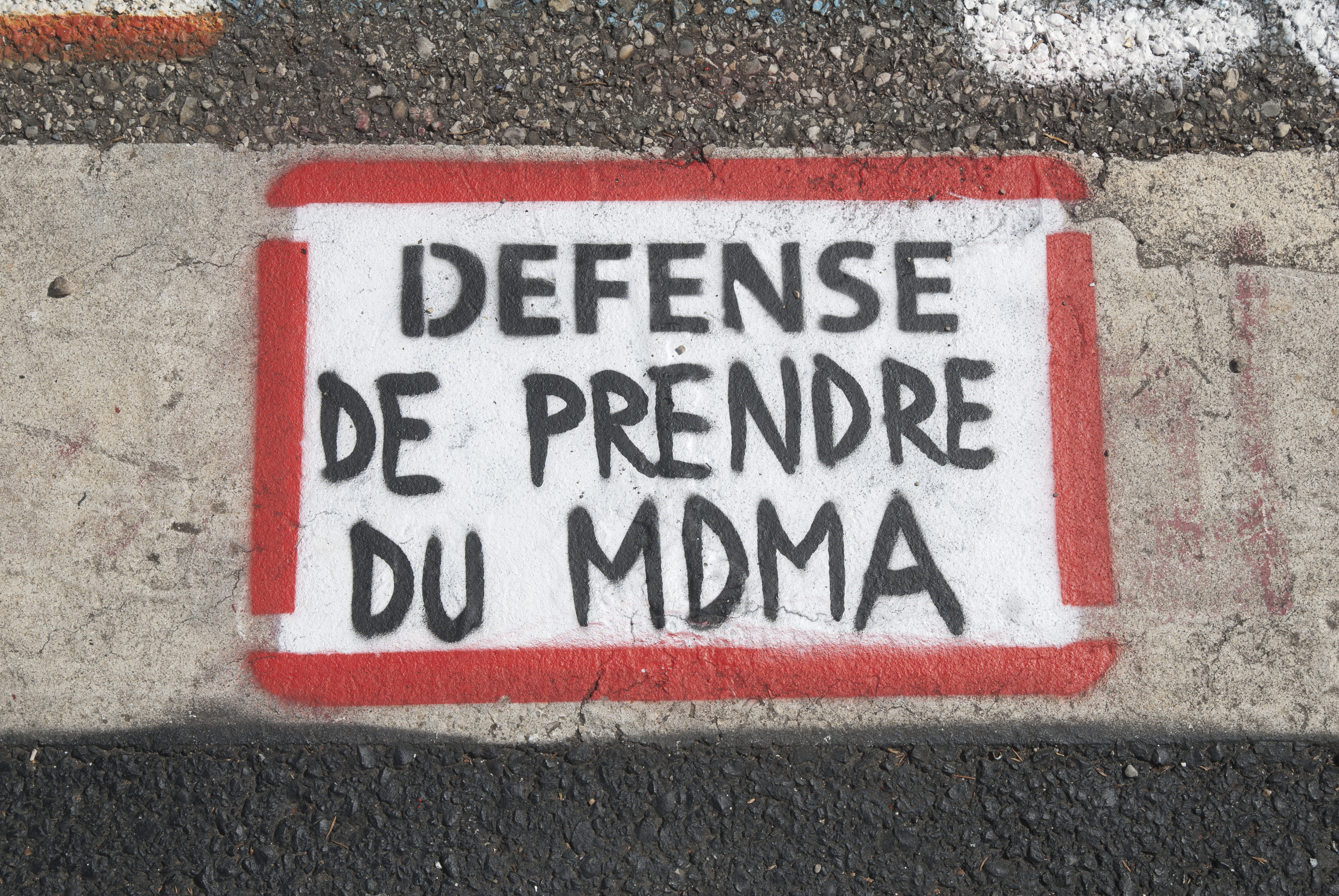
Уличная надпись «Защитите MDMA», Франция, 2014

MDMA как достаточно популярное психоактивное вещество получил заметное отражение в западной культуре и средствах массовой информации (СМИ).
В западной массовой культуре MDMA, или экстази, считается архетипичным социальным наркотиком, с такими распространёнными ассоциациями, как «вещество любви» (англ. love drug):16 и «вещество объятий» (англ. hug drug):16.

## MDMA и экстази в средствах массовой информации
Подход традиционных западных средств массовой информации — газет и телевидения — к проблемам экстази, равно как и к другим наркотикам, часто носит стандартный характер поддержки прогибиционистской политики абсолютного воздержания от наркотиков, соединённой с тягой к сенсациям, что вкладывается в модель моральной паники. Также отмечается диспропорциональность медиа-освещения: анализ газетных репортажей Шотландии за 1990-е годы показал практически полное покрытие всех смертей, вызванных экстази, по сравнению с 1:5 для смертей от героина, 1:8 — от кокаина, 1:3 — от амфетаминов и 1:265 от парацетамола:3.
В исследовании, посвящённом наркотическому дискурсу в СМИ, включая Интернет, специалист по социологии СМИ и культурной криминологии доктор Пол Маннинг (англ. Paul Manning) указывает вслед за социологами Палмером (англ. J. Palmer) и Сондерсом (англ. N. Saunders), что между реально известными в 1990-х годах частотой и вредом экстази и их представлениями в СМИ Великобритании после смерти Ли Беттс в 1995 году зияет достаточно существенный разрыв: СМИ сильно преувеличивают масштабы угрозы. Главными ньюсмейкерами типично выступают государственные агентства по борьбе с наркотиками и подобные им институты, изредка уступающие лидирующую роль другим агентам. Например, это могут быть родители погибших от наркотика детей — как в случае кампании после смерти Ли Беттс — и типично они поддерживают политику полного воздержания. Кампании после смертей 15-летней Анны Вуд и 18-летней Ли Беттс использовали один из типичных нарративов: «наркотики как угроза невинным жертвам», изображая Ли и Анну как «невинное дитя» из счастливой и благополучной семьи. Непосредственными виновниками случившегося в таком случае назначаются не низкие моральные качества жертвы и не социальные патологии, а вредоносная сила самого наркотика и часто вдобавок к ней моральная виновность наркодилеров или друзей, предоставивших жертве наркотик.
В случае кампаний 1990-х годов в Великобритании, Критчер отмечает, однако, что наряду с полномасштабной моральной паникой относительно рейвов, развернувшаяся паника относительно экстази носила ограниченный и неполный характер, так как в этом вопросе отсутствовал полный нормативный консенсус — само правительство с 1995 года приняло новую антинаркотическую политику Tackling Drugs Together, включавшую в себя наряду с упором на криминальность наркотиков также и некоторые прагматичные меры по снижению вреда от их употребления. Аналогичная моральная паника в США, развернувшаяся в конце 1990-х годов вокруг тем юности, экстази, смерти и вреда от секса, достигла кульминации в принятии в 2003 году RAVE-акта, ужесточившего ответственность организаторов танцевальных вечеринок:3—4.
В течение 2000-х в СМИ наблюдается частичный отход от прежнего нарратива — смещение в сторону «нормализации» употребления экстази и других рекреационных наркотиков. Гипотеза «нормализации» рекреационного употребления запрещённых веществ в современной западной культуре была выдвинута в 1998 году Говардом Паркером, Джудит Олдридж и Фионой Мишэм (англ. Howard Parker, Judith Aldridge and Fiona Measham) и хотя и не является общепринятой, тем не менее структурирует анализ наркотических нарративов в культуре. Одной из тенденций 2010-х годов становятся кампании против «войны с наркотиками», связанные с именами родителей, чьи дети погибли от MDMA: в Англии это кампания Анны-Марии Кокбёрн (англ. Anne-Marie Cockburn) после смерти её 15-летней дочери Марты Фернбак (англ. Martha Fernback) в 2013, в США — кампания Деде Голдсмит (англ. Dede Goldsmith) после смерти её 19-летней дочери Шелли (англ. Shelley Goldsmith) также в 2013, в Австралии — кампания Адрианы Буччьянти (англ. Adriana Buccianti) после смерти её сына Даниэля (англ. Daniel Buccianti) в 2012.
Помимо этого, частой темой освещения экстази в традиционных СМИ становится, в отличие от других наркотиков, не тема преступности, совершаемой наркоманами, а тема организованной преступности производства и трафика препарата, часто в мировом масштабе. Отмечается также существенная разница между рисками употребления наркотиков как они представляются традиционными СМИ и медицинским эпидемиологическим их выражением: для экстази и других новых наркотиков эти риски многократно преувеличиваются, а для легальных наркотиков типа табака и алкоголя — преуменьшаются, хотя в последнее время наметилась тенденция к исправлению этого диспаритета. Под сильным влиянием этой разницы находится также и публичная политика в отношении наркотиков, которая не принимает последовательно во внимание научные оценки и аргументы и в результате иррациональна.

### В видеороликах в интернете
Анализ видео YouTube на 2012 год выявил более 4000 англоязычных видеороликов, связанных с употреблением экстази, с преобладанием:
- официальных образовательных роликов — 36 %,
- роликов, превозносящих (англ. celebrating) употребление экстази — 22 %,
- роликов новостного характера — 18 %,
- профессиональных документальных роликов — 10 %.

Ролики предостерегающего характера для экстази и каннабиса практически отсутствуют — в отличие от крэк-кокаина, GHB, амфетаминов, кетамина или нюхания клея.
В мобильном приложении TikTok распространены хвастливые видеоролики с употреблением детьми наркотиков, в том числе таких как кетамин и MDMA. И хотя хештеги #cocaine и #heroin запрещены на сервисе, запрет не касается многих других нелегальный наркотиков или сленговых обозначений; так, например, по состоянию на начало февраля 2020 года по хештегу #ket находятся около 14 млн результатов, #mdma — 5,1 млн, #pinging — 4,3 млн.

## MDMA и экстази в искусстве

### В музыке
Приём экстази распространён в клубной субкультуре танцевальной электронной музыки, особенно в рейверской, на которую он оказывал и оказывает большое влияние ещё с конца 1980-х — времён Второго лета любви.
Сленговое обозначение порошка MDMA — молли — часто встречается в песнях, а его эффекты и употребление входят в клипы популярных рэп- и поп-исполнителей 2010-х, включая Мадонну (выпустившую альбом MDNA), Майли Сайрус, Рианну, Канье Уэста, а также французского диджея Седрика Жерве (автора трека «Molly»), группу Sponge (написавших песню «Molly (16 Candles Down the Drain)»). Рэпер Рик Росс в песне Rocko «U.O.E.N.O.» утверждал, что молли в сочетании с алкоголем является «наркотиком изнасилования», что привело к скандалу и разрыву с ним спонсорских отношений компанией Reebok. По оценке Кендрика Ламара, данной им в интервью MTV в 2013 году, использование слова «молли» в хип-хопе стало слишком рутинным явлением и таким образом уже выходит из моды.
Существуют так же музыкальные группы, которые имеют название «MDMA»:
- MDMA — испанская брутал-дэт-метал группа.
- MDMA — юмористическая музыкальная группа украинского комедийного проекта «Чоткий Паца».[30]

### В литературе
MDMA стало главной темой нескольких книг — научных, популярных и художественных. Первым публицистическим исследованием стала книга американского писателя и психолога Брюса Эйзнера «Ecstasy: The MDMA Story», вышедшая в 1989 году и переизданная с дополнениями в 1994, затем последовала получившая культовый статус среди английских клабберов трилогия британского активиста Николаса Сондерса «E for Ecstasy» (1993), «Ecstasy and the Dance Culture» (1995) и «Ecstasy Reconsidered» (1997), а потом выдержавшая два издания книга Мэттью Коллина «Измененное состояние: история экстази и рейв-культуры» (1998 и 2009, первое издание переведено на русский язык).
Научная и научно-популярная литература об MDMA начинает издаваться с 1985 года, первой ласточкой была книга Софии Адамсон и Сьюзан Буле «Through the gateway of the heart: accounts of experiences with MDMA and other empathogenic substances», за ней последовал сборник статей об MDMA 1990 года под редакцией нейрохимика Стивена Перотки, книга независимого исследователя Коэна 1998 года «The Love Drug: Marching to the Beat of Ecstasy», и ещё один сборник «Ecstasy: The Complete Guide» 2001 года под редакцией психиатра Джули Холлэнд, названный в рецензии на него «лучшей до сих пор изданной единой книгой об MDMA». Вышли из печати также три социологическо-антропологических издания «Pursuit of Ecstasy: The MDMA Experience» (1994), «Ecstasy and the Rise of the Chemical Generation» (2002) и «The Varieties of Ecstasy Experience» (2011).
Художественная литература также не обошла экстази вниманием: четвёртая книга Ирвина Уэлша — сборник из трёх повестей, называется «Экстази».

### В кинематографе
Пол Маннинг указывает, что «нормализация» употребления каннабиса, экстази и галлюциногенов прослеживается в большом количестве фильмов, в отличие от тяжёлых или вызывающих сильное привыкание наркотиков.
В 2019 году было объявлено, что компании OBB Pictures и 3 Arts Entertainment собираются выпустить сериал о католическом священнике Майкле Клегге (англ. Michael Clegg), который и придумал в 1981 году название «Экстази», а также построил одну из крупнейших в США сетей распространения MDMA. Продюсерами выступят Майкл Д. Рэтнер и двукратный лауреат премии «Эмми» Майкл Ротенберг.

### В видеоиграх
Постер видеоигры Wipeout (1995), вдохновлённой рейв-культурой, характеризовал её как «опасную». Маркетинговая кампания, созданная Китом Хопвудом и студией The Designers Republic, включала неоднозначный рекламный постер с окровавленной телерадиоведущей Сарой Кокс. Некоторые усмотрели в этом изображении намёк на передозировку наркотиков. Ведущий художник Нил Томпсон высказал предположение, что буква «E» в названии означала экстази, хотя дизайнер Ник Буркомб это отрицал.

## Мифы, связанные с MDMA и экстази
Антинаркотическая политика проявлялась также в исследованиях «мифов» (городских легенд), связанных с экстази, так, например, ряд авторов использовал разделение верований пользователей, основанных на недостаточно точной и полной базе, на «мифы» и «факты» в зависимости от того, поощряют они или наоборот, заставляют уменьшать потребление наркотиков — что затем подвергалось критике:17—18. Основные мифы об экстази:
- Экстази является новым безопасным наркотиком — MDMA используется как наркотик уже достаточно долгое время, с 1980-х годов, и не безвреден[58].
- Экстази — препарат-убийца — обратный к предыдущему миф, распространявшийся СМИ в 1990-х годах[59]. По сравнению с распространением экстази вызываемая им смертность чрезвычайно низка[60]:129 — вероятность умереть от приёма экстази ниже, чем получить удар молнии или выиграть крупную сумму в лотерею[59], при этом большинство смертей связаны скорее с обстоятельствами, сопровождавшими употребление наркотика, чем с токсическим воздействием MDMA на организм[61]. Этот миф — очевидную неправду, распространяемую под видом истины — связывают с провалом антинаркотической политики, который в конце 1990-х привёл к сильному расширению распространения экстази на фоне полного недоверия к правительственным источникам о его вреде[59].
- Единственная доза экстази приводит к необратимым повреждениям мозга — хотя этого воззрения придерживались некоторые исследователи-прогибиционисты, например, Рикарти и Макканн, и он пропагандировался в антинаркотических кампаниях во время моральной паники в США 2000—2002 года, это всё же миф, связанный с обнаружением нейротоксичности очень больших доз MDMA на животных[2] и нашумевшей ошибочной публикацией в Science[62]:158 (см., однако, о потенциальной нейротоксичности MDMA)[63].
- Экстази выедает дыры в мозгу — миф происходит от сюжета MTV, где демонстрировалась картинка ОФЭКТ-скана мозга женщины, много лет употреблявшей различные наркотики, на котором области пониженного кровотока были чёрными — дырами; затем в 2001 году он также был сформулирован директором NIDA Аланом Лешнером[англ.] практически этими самыми словами[64]; при известном угнетении серотониновой системы нейронов мозга из-за использования экстази, тем не менее, объём мозгового вещества, насколько известно, не меняется[65].
- Экстази превращает мозг в хрящ — экстази не вызывает таких эффектов, происхождение мифа неясно[66].
- Экстази приводит к высыханию спинномозговой жидкости — возникновение мифа связывают с исследованиями вреда MDMA на животных, сопровождавшимися заборами спинномозговой жидкости, преломлёнными слухами[67], или с ощущениями после танцевальных марафонов, когда тело (включая позвоночник) болит и хрустит, как высушенное[68].
- Экстази приводит к болезни Паркинсона — распространение мифа связано с американским телевидением, показывавшим группу наркоманов, в 1983 году отравившихся уколами МФТП, который, как они полагали, был формой героина; отравление привело к повреждениям дофаминовой системы нейронов, сопровождающимся болезнью Паркинсона; путаница возникла из-за перемешивания в 1985 году фрагментов передач, посвящённых дизайнерским наркотикам, где вперемешку шли сюжеты об экстази и МФТП; в дальнейшем несколько учёных, включая Макканн и Рикарти, выражали точку зрения о том, что MDMA может приводить к паркинсонизму, а дополнительную поддержку мифу придала ошибочная публикация 2002 года в Science, впоследствии отозванная[62]:158; на самом деле для людей MDMA не обладает дофаминовой нейротоксичностью и наоборот, есть данные о положительном его влиянии при болезни Паркинсона[69].
- MDMA изначально считался подавителем аппетита — миф путает MDA, который действительно клинически испытывался с этой целью в 1949—1957 годах, и MDMA, хотя последний действительно подавляет аппетит[63][70].
- Экстази — афродизиак — происхождение связывают с большей открытостью и дружелюбностью людей под действием MDMA (ведущей иногда к проблемным решениям относительно согласия на сексуальную активность[71]:247), однако достижение сексуального возбуждения и оргазма, наоборот, под действием экстази затрудняется[72][73].
- Экстази — наркотик для изнасилований — под этим термином понимаются наркотики, делающие жертву беспомощной и доступной для насильника, однако экстази не вызывает таких эффектов, происхождение мифа неясно[74][73].
- В таблетках экстази есть героин — происхождение связывают с широким размахом составов таблеток, однако использование героина в них было бы просто экономически невыгодно[74].